# Giải bóng đá vô địch quốc gia Turkmenistan 1993
Giải bóng đá vô địch quốc gia Turkmenistan 1993 hay Ýokary Liga 1993 là mùa giải thứ hai của giải bóng đá chuyên nghiệp Turkmenistan. Vòng đầu tiên khởi tranh vào ngày 27 tháng 3 năm 1993, và kết thúc vào ngày 3 thán 10 năm 1993, vòng thứ hai diễn ra từ 3 tháng 11 đến 4 tháng 12.

## Đội bóng tham gia
Mùa giải Giải bóng đá vô địch quốc gia Turkmenistan 1993 gồm các đội bóng sau:
| - Nebitçi Balkanabat - Büzmeýin - Turan Daşoguz - Hazar Türkmenbaşy - Kolhozçy Türkmengala |  | - Köpetdag Aşgabat - Lebap Çärjew - Merw Mary - Balkan Nebitdag - TSHT Aşgabat |

## Thay đổi tên gọi câu lạc bộ
Đầu mùa giải:

Sport Büzmeýin đổi tên thành Büzmeýin 

Zarýa-MALS Daşoguz đổi tên thành Turan Daşoguz 

Hazar Krasnowodsk đổi tên thành Hazar Türkmenbaşy 

Arlan Nebitdag đổi tên thành Şazada Nebitdag 

Şazada Nebitdag đổi tên thành Balkan Nebitdag.

## Vòng Một

### Bảng xếp hạng
| XH | Đội                  | Tr | T  | H | T  | BT | BB | HS  | Đ  | Lên hay xuống hạng |
| -- | -------------------- | -- | -- | - | -- | -- | -- | --- | -- | ------------------ |
| 1  | Köpetdag Aşgabat     | 18 | 13 | 3 | 2  | 75 | 8  | +67 | 42 | Vòng Vô địch       |
| 2  | Büzmeýin             | 18 | 12 | 4 | 2  | 27 | 14 | +13 | 40 | Vòng Vô địch       |
| 3  | Nebitçi Balkanabat   | 18 | 12 | 3 | 3  | 54 | 13 | +41 | 39 | Vòng Vô địch       |
| 4  | Merw Mary            | 18 | 9  | 4 | 5  | 31 | 19 | +12 | 31 | Vòng Vô địch       |
| 5  | Turan Daşoguz        | 18 | 9  | 4 | 5  | 30 | 24 | +6  | 31 | Vòng Vô địch       |
| 6  | Balkan Nebitdag      | 18 | 7  | 2 | 9  | 23 | 30 | −7  | 23 | Vòng Xuống hạng    |
| 7  | Hazar Türkmenbaşy    | 18 | 6  | 4 | 8  | 19 | 27 | −8  | 22 | Vòng Xuống hạng    |
| 8  | Lebap Çärjew         | 18 | 6  | 4 | 8  | 19 | 28 | −9  | 22 | Vòng Xuống hạng    |
| 9  | Kolhozçy Türkmengala | 18 | 2  | 0 | 16 | 13 | 58 | −45 | 6  | Vòng Xuống hạng    |
| 10 | TSHT Aşgabat         | 18 | 0  | 0 | 18 | 8  | 78 | −70 | 0  | Vòng Xuống hạng    |

Nguồn: RSSSF (tiếng Anh)
Quy tắc xếp hạng: 1. Điểm; 2. Hiệu số bàn thắng; 3. Số bàn thắng.
(VĐ) = Vô địch; (XH) = Xuống hạng; (LH) = Lên hạng; (O) = Thắng trận Play-off; (A) = Lọt vào vòng sau. 
Chỉ được áp dụng khi mùa giải chưa kết thúc: 
(Q) = Lọt vào vòng đấu cụ thể của giải đấu đã nêu; (TQ) = Giành vé dự giải đấu, nhưng chưa tới vòng đấu đã nêu.

## Vòng Hai

### Vòng Vô địch
| XH | Đội                | Tr | T | H | T | BT | BB | HS  | Đ  | Lên hay xuống hạng |
| -- | ------------------ | -- | - | - | - | -- | -- | --- | -- | ------------------ |
| 1  | Köpetdag Aşgabat   | 8  | 6 | 2 | 0 | 21 | 4  | +17 | 20 |                    |
| 2  | Büzmeýin           | 8  | 5 | 1 | 2 | 12 | 9  | +3  | 16 |                    |
| 3  | Nebitçi Balkanabat | 8  | 3 | 3 | 2 | 5  | 6  | −1  | 12 |                    |
| 4  | Merw Mary          | 8  | 2 | 1 | 5 | 8  | 13 | −5  | 7  |                    |
| 5  | Turan Daşoguz      | 8  | 0 | 1 | 7 | 3  | 17 | −14 | 1  |                    |

Nguồn: RSSSF (tiếng Anh)
Quy tắc xếp hạng: 1. Điểm; 2. Hiệu số bàn thắng; 3. Số bàn thắng.
(VĐ) = Vô địch; (XH) = Xuống hạng; (LH) = Lên hạng; (O) = Thắng trận Play-off; (A) = Lọt vào vòng sau. 
Chỉ được áp dụng khi mùa giải chưa kết thúc: 
(Q) = Lọt vào vòng đấu cụ thể của giải đấu đã nêu; (TQ) = Giành vé dự giải đấu, nhưng chưa tới vòng đấu đã nêu.

### Vòng Xuống hạng
| XH | Đội                  | Tr | T | H | T | BT | BB | HS  | Đ  | Lên hay xuống hạng         |
| -- | -------------------- | -- | - | - | - | -- | -- | --- | -- | -------------------------- |
| 6  | Balkan Nebitdag      | 8  | 7 | 0 | 1 | 17 | 5  | +12 | 21 | Xuống chơi tại1st Division |
| 7  | Hazar Türkmenbaşy    | 8  | 6 | 0 | 2 | 16 | 5  | +11 | 18 | Xuống chơi tại1st Division |
| 8  | Lebap Çärjew         | 8  | 3 | 0 | 5 | 12 | 9  | +3  | 9  |                            |
| 9  | Kolhozçy Türkmengala | 8  | 3 | 0 | 5 | 4  | 15 | −11 | 9  | Xuống chơi tại1st Division |
| 10 | TSHT Aşgabat         | 8  | 1 | 0 | 7 | 8  | 23 | −15 | 3  | Xuống chơi tại1st Division |

Nguồn: RSSSF (tiếng Anh)
Quy tắc xếp hạng: 1. Điểm; 2. Hiệu số bàn thắng; 3. Số bàn thắng.
(VĐ) = Vô địch; (XH) = Xuống hạng; (LH) = Lên hạng; (O) = Thắng trận Play-off; (A) = Lọt vào vòng sau. 
Chỉ được áp dụng khi mùa giải chưa kết thúc: 
(Q) = Lọt vào vòng đấu cụ thể của giải đấu đã nêu; (TQ) = Giành vé dự giải đấu, nhưng chưa tới vòng đấu đã nêu.